# Easton (Kansas)
Easton es una ciudad ubicada en el de condado de Leavenworth en el estado estadounidense de Kansas. En el año 2010 tenía una población de 253 habitantes y una densidad poblacional de 632,5 personas por km².

## Historia
Easton era originalmente conocido como Eastin, y bajo este último nombre fue trazado en 1854 por el general Eastin J. Trader. Más tarde, ante la insistencia del gobernador Andrew Horatio Reeder, el nombre fue cambiado a Easton por el lugar de nacimiento de Reeder, Easton, Pennsylvania.
La primera oficina de correos de Easton se estableció en diciembre de 1855.

## Geografía
Easton se encuentra ubicada en las coordenadas 39°20′40″N 95°6′59″O / 39.34444, -95.11639 (39.344400, -95.116524).

### Clima
El clima de esta zona se caracteriza por veranos calurosos y húmedos e inviernos generalmente suaves a frescos. Según el sistema de clasificación climática de Köppen, Easton tiene un clima subtropical húmedo, abreviado "Cfa" en los mapas climáticos.

## Demografía
Según la Oficina del Censo en 2000 los ingresos medios por hogar en la localidad eran de $26,818 y los ingresos medios por familia eran $29,000. Los hombres tenían unos ingresos medios de $26,625 frente a los $19,375 para las mujeres. La renta per cápita para la localidad era de $12,751. Alrededor del 18.1% de la población estaban por debajo del umbral de pobreza.